# Третий дивизион Израильской хоккейной лиги в сезоне 2022/2023
Израильская национальной хоккейная лига (Мастерс) в сезоне 2022/2023 — первый турнир Израильской национальной хоккейной лиги в дивизионе Мастерс.
- С сезона 2022/2023 Израильская хоккейная лига называется «Израильская национальная хоккейная лига»[1].

Она была создана после того, как предыдущее управление израильского хоккея, из-за ряда юридических проблем, подало в отставку.
Были созданы новые команды, которые сформировали три группы: ИзНХЛ, ИзНХЛ (второй дивизион), ИзНХЛ (Мастерс).

## Итоги
Победителем турнира стала команда Легион Ришон, которая в финале победила команду Хаммерс со счётом 4 : 3. В команду ХАММЕРС вошло много игроков 6-и кратного чемпиона Израиля клуба Хокс Хайфа.
В команде из Ришон-ле-Циона играл лучший бомбардир турнира Евгений Вырк.
Третье место заняла команда Лайтнинг (Мастерс). Её соперники из команды Найтс получили Техническое поражение.
Интересно, что команды заняли такое же положение и после регулярного турнира.
Самый популярный счёт, включая плей-офф был 3 : 2 и 4 : 3 — встречался три раза и 7 : 1 — встречался четыре раза.
Шесть матчей закончились с сухим счётом. Больше всего шайб было заброшено в матче Хаммерс - женская сборная Израиля 13 : 4

### Легион Ришон
Победитель турнира является частью клуба Ришон Дэвилз, в который входят команды Ришон Дэвилз, Ришон Тайгерс, Ришон Легион, молодёжная и юношеская команды.
Также в клубе состоят команды, занимающиеся ин-лайн хоккеем. Андрей Штефуца — главный тренер клуба.
За время своей истории команды клуба достигали успехов, так, например, Ришон Дэвилз - 5 раз становился чемпионом Израиля, а игроки клуба входили в различные сборные Израиля. Всё это несмотря на финансовые затруднения.
Ришон Легион выступает в чемпионатах Израиля с 2014 года, лучший результат команды второе место во второй группе чемпионата Израильской хоккейной лиги в 2022 году.

## Команды сезона 2022/2023 (третий дивизион)
| Команда                           | Квалификация                            |
| --------------------------------- | --------------------------------------- |
| Женская сборная Израиля по хоккею | 9-е место во втором дивизионе 2021/2022 |
| Легион Ришон                      | 2-е место во втором дивизионе 2021/2022 |
| Лайтнинг (Мастерс)                | Дебютант турнира                        |
| Найтс                             | Дебютант турнира                        |
| Хаммерс                           | Дебютант турнира                        |
| Нетания Фрогс                     | Дебютант турнира                        |

## Регулярный чемпионат

### Таблица
| М | Команда            | И  | В | ВО | ПО | П  | ШЗ | ШП | РШ  | О  |
| - | ------------------ | -- | - | -- | -- | -- | -- | -- | --- | -- |
| 1 | Легион Ришон       | 10 | 7 | 2  | 0  | 1  | 53 | 20 | +33 | 25 |
| 2 | Хаммерс            | 10 | 7 | 0  | 2  | 1  | 69 | 23 | +46 | 23 |
| 3 | Лайтнинг (Мастерс) | 10 | 6 | 1  | 0  | 3  | 47 | 25 | +22 | 20 |
| 4 | Найтс (Мастерс)    | 10 | 4 | 0  | 0  | 6  | 36 | 34 | +2  | 12 |
| 5 | Нетания Фрогс      | 10 | 3 | 0  | 1  | 6  | 29 | 62 | -33 | 10 |
| 6 | Израиль            | 10 | 0 | 0  | 0  | 10 | 12 | 82 | -70 | 0  |

### Результаты
| Команда            | Хаммерс        | Лайтнинг (Мастерс) | Фрогс      | Легион Ришон   | Найтс (Мастерс) | Израиль      |
| ------------------ | -------------- | ------------------ | ---------- | -------------- | --------------- | ------------ |
| Хаммерс            |                | 4:0 3:4(Б)         | 12:2 13:1  | 3:4(Б) 5:0(ТП) | 5:4 2:3         | 13:4 9:1     |
| Лайтнинг (Мастерс) | 0:4 4:3(Б)     |                    | 7:6 7:1    | 2:3 0:4        | 3:2 6:1         | 9:0 7:1      |
| Фрогс              | 2:12 1:13      | 6:7 1:7            |            | 2:3(Б) 1:9     | 1:6 4:2         | 7:1 4:2      |
| Легион Ришон       | 4:3(Б) 0:5(ТП) | 3:2 4:0            | 3:2(Б) 9:1 |                | 4:3 7:1         | 12:0 7:3     |
| Найтс (Мастерс)    | 4:5 3:2        | 2:3 1:6            | 6:1 2:4    | 3:4 1:7        |                 | 5:0 (ТП) 9:0 |
| Израиль            | 3:14 1:9       | 0:9 1:7            | 1:7 2:4    | 0:12 3:7       | 0:5 (ТП) 0:9    |              |

### Протоколы матчей
- 01. 14.01.2023 Хаммерс — Лайтнинг 4:0 (1:0, 2:0, 1:0)
- 02. 14.01.2023 Легион Ришон — Фрогс 3:2 (Б) (1:1, 1:1, 0:0, 1:0)
- 03. 28.01.2023 Хаммерс —  Израиль 13:4 (7:2, 4:0, 2:2)
- 04. 30.01.2023 Хаммерс — Легион Ришон 3:4 (Б) (0:1, 2:1, 1:1, 0:1)
- 05  04.02.2023 Фрогс — Лайтнинг 6:7 (1:2, 3:2, 2:3)
- 06  18.02.2023 Лайтнинг — Найтс 3:2 (3:0, 0:1, 0:1)
- 07  25.02.2023  Израиль — Фрогс 1:7 (0:2, 1:2, 0:3)
- 08  11.03.2023 Хаммерс — Найтс 5:4 (1:1, 2:2, 2:1)
- 09  13.03.2023 Лайтнинг — Легион Ришон 2:3 (1:1, 0:2, 1:0)
- 10  18.03.2023 Фрогс — Хаммерс 2:12 (1:1, 1:4, 0:7)
- 11  18.03.2023  Израиль — Лайтнинг 0:9 (0:3, 0:3, 0:3)
- 12  18.03.2023 Найтс — Легион Ришон 3:4 (2:0, 0:1, 1:3)

## Плей-офф

### Четвертьфиналы
Время местное (UTC+3 Летнее время).
| 24 июня 2023 20:30 | Израиль | 0 : 11 (0:3, 0:6, 0:2) | Лайтнинг (Мастерс) | OneIce арена, Тнувот |

| Отчёт  | Отчёт                                         | Отчёт | Отчёт                                | Отчёт                              |
| ------ | --------------------------------------------- | --- | ------------------------------------ | ---------------------------------- |
|        |                                               | |                                      |                                    |
|        | Шели Зильха — 00:00 — 60:00                   | Вратари | 00:00 — 60:00 — Владимир Стрельников | Судьи: Офер Рашаль Евгений Сидоров |
|        | Голы:                                         | |                                      | Судьи: Офер Рашаль Евгений Сидоров |
|        | 0:1 0:2 0:3 0:4 0:5 0:6 0:7 0:8 0:9 0:10 0:11 | 07:40 — Бен Лаугомер 17:30 — Владислав Рачинский (Д. Шкловский) 19:54 — Даниэль Гольдштейн (Б. Прессель) 21:40 — Даниэль Гольдштейн (Б. Прессель) 22:35 — Игаль Розваль (Д. Шкловский) 25:00 — Даниэль Гольдштейн (Б. Прессель) 27:57 — Кирилл Бейлин (Д. Гольдштейн) 32:30 — Даниэль Гольдштейн (К. Бейлин) 35:25 — Владимир Шопинский (Д. Гольдштейн) 44:21 — Владимир Шопинский (Д. Гольдштейн) 59:40 — Борис Прессель (К. Бейлин) |                                      | Судьи: Офер Рашаль Евгений Сидоров |
|        |                                               | |                                      | Судьи: Офер Рашаль Евгений Сидоров |
|        |                                               | |                                      | Судьи: Офер Рашаль Евгений Сидоров |
|        |                                               | |                                      | Судьи: Офер Рашаль Евгений Сидоров |
| 11 мин | Штраф                                         | 36 мин |                                      | Судьи: Офер Рашаль Евгений Сидоров |
|        |                                               | |                                      |                                    |
|        | 0                                             | Броски | 0                                    |                                    |

| 1 июля 2023 10:30 | Найтс (Мастерс) | 5 : 3 (2:1, 2:1, 1:1) | Нетания Фрогс | OneIce арена, Тнувот |

| Отчёт | Отчёт                           | Отчёт | Отчёт        | Отчёт                                 |
| --- | ------------------------------- | --- | ------------ | ------------------------------------- |
| |                                 | |              |                                       |
| | Шмуэль Шнайдер                  | Вратари                                                                                                   | Игорь Шайман | Судьи: Ариэль Левитас Евгений Сидоров |
| | Голы:                           | |              | Судьи: Ариэль Левитас Евгений Сидоров |
| Аарон Розенцвейг — 02:50 (Э. Тейхман) Галь Асса — 17:15 (Э. Коэнца) Аарон Розенцвейг — 23:00 (Ш. Пинслер) Дейл Деррик — 36:40 (Дж. Штерн, Э. Тейхман) Галь Асса — 52:40 | 1:0 1:1 2:1 3:1 3:2 4:2 4:3 5:3 | 14:21 — Дмитрий Мамаев (С. Степанюк) 29:37 — Виталий Куперман 49:10 — Павел Ронгур (Д. Мамаев, В. Фурман) |              | Судьи: Ариэль Левитас Евгений Сидоров |
| |                                 | |              | Судьи: Ариэль Левитас Евгений Сидоров |
| |                                 | |              | Судьи: Ариэль Левитас Евгений Сидоров |
| |                                 | |              | Судьи: Ариэль Левитас Евгений Сидоров |
| 2 мин | Штраф                           | 2 мин |              | Судьи: Ариэль Левитас Евгений Сидоров |
| |                                 | |              |                                       |
| | 18                              | Броски | 15           |                                       |

### Полуфиналы
Время местное (UTC+3 Летнее время).
| 8 июля 2023 22:15 | Легион Ришон | 8 : 3 (1:1, 4:1, 3:1) | Найтс (Мастерс) | Айс Пикс, Холон |

| Отчёт | Отчёт                                      | Отчёт                                                                                           | Отчёт                    | Отчёт                            |
| --- | ------------------------------------------ | ----------------------------------------------------------------------------------------------- | ------------------------ | -------------------------------- |
| |                                            |                                                                                                 |                          |                                  |
| | Рази Брига — 00:00 — 60:00                 | Вратари                                                                                         | 00:00 — 60:00 — Эли Эдри | Судьи: Игорь Манякин Элад Мастов |
| | Голы:                                      |                                                                                                 |                          | Судьи: Игорь Манякин Элад Мастов |
| Евгений Вирк (бол.) — 09:28 (А. Капер) Евгений Грищенко — 29:21 (Е. Вирк) Андрей Белоусов — 30:20 (А. Хабинский) Евгений Грищенко — 32:50 (Р. Брига) Андрей Белоусов — 38:10 (А. Хабинский) Дмитрий Костенко — 45:35 (Е. Грищенко) Аркадий Хабинский (бол.) — 49:35 (А. Белоусов) Андрей Белоусов — 55:45 (Аркадий Хабинский) | 1:0 1:1 1:2 :2 3:2 4:2 5:2 6:2 6:3 7:3 8:3 | 12:24 — Аарон Розенцвейг (Г. Асса) 23:50 — Майк Сегун (бол.) 47:23 — Аарон Розенцвейг (Г. Асса) |                          | Судьи: Игорь Манякин Элад Мастов |
| |                                            |                                                                                                 |                          | Судьи: Игорь Манякин Элад Мастов |
| |                                            |                                                                                                 |                          | Судьи: Игорь Манякин Элад Мастов |
| |                                            |                                                                                                 |                          | Судьи: Игорь Манякин Элад Мастов |
| 10 мин | Штраф                                      | 14 мин                                                                                          |                          | Судьи: Игорь Манякин Элад Мастов |
| |                                            |                                                                                                 |                          |                                  |
| |                                            |                                                                                                 |                          |                                  |

| 15 июля 2023 19:00 | Хаммерс | 9 : 1 (4:0, 3:1, 2:0) | Лайтнинг (Мастерс) | OneIce арена, Тнувот |

| Отчёт | Отчёт                                   | Отчёт              | Отчёт                       | Отчёт                                 |
| --- | --------------------------------------- | ------------------ | --------------------------- | ------------------------------------- |
| |                                         |                    |                             |                                       |
| | Сергей Шилин — 00:00 — 60:00            | Вратари            | 00:00 — 60:00 — Олег Зисман | Судьи: Артур Лидерман Никита Вовченко |
| | Голы:                                   |                    |                             | Судьи: Артур Лидерман Никита Вовченко |
| Дмитрий Шелехов Валерий Малюжеч (И. Уревич, С. Спорнов) Леонид Труфанов (А. Найшут, В. Идов) Юрий Шварцбурд (С. Спорнов, В. Малюжеч) Сергей Спорнов (А. Найшут, И. Коган) Николай Пархоменко (Ю. Шварцбурд) Леонид Труфанов (С. Спорнов) Дмитрий Шелехов (Н. Пархоменко, С. Клайнерман) Леонид Труфанов (И. Коган) | 1:0 2:0 3:0 4:0 5:0 6:0 7:0 7:1 8:1 9:1 | Владимир Шопинский |                             | Судьи: Артур Лидерман Никита Вовченко |
| |                                         |                    |                             | Судьи: Артур Лидерман Никита Вовченко |
| |                                         |                    |                             | Судьи: Артур Лидерман Никита Вовченко |
| |                                         |                    |                             | Судьи: Артур Лидерман Никита Вовченко |
| 6 мин | Штраф                                   | 4 мин              |                             | Судьи: Артур Лидерман Никита Вовченко |
| |                                         |                    |                             |                                       |
| | 27                                      | Броски             | 9                           |                                       |

#### Матч за 3-е место
| 25 июля 2023 19:45 | Найтс (Мастерс) | 5 : 0(ТП) | Лайтнинг (Мастерс) | OneIce арена, Тнувот |

| Отчёт | Отчёт | Отчёт | Отчёт | Отчёт |
| ----- | ----- | ----- | ----- | ----- |
|       |       |       |       |       |
|       |       |       |       |       |
|       |       |       |       |       |
|       |       |       |       |       |
|       |       |       |       |       |
|       |       |       |       |       |
|       |       |       |       |       |
|       |       |       |       |       |
|       |       |       |       |       |

#### Финал
| 22 июля 2023 22:00 | Легион Ришон | 4 : 3 (1:0, 3:2, 0:1) | Хаммерс | Айс Пикс, Холон |

| Отчёт | Отчёт                       | Отчёт | Отчёт                        | Отчёт                            |
| --- | --------------------------- | --- | ---------------------------- | -------------------------------- |
| |                             | |                              |                                  |
| | Рази Брига — 00:00 — 60:00  | Вратари | 00:00 — 60:00 — Сергей Шилин | Судьи: Игорь Манякин Элад Мастов |
| | Голы:                       | |                              | Судьи: Игорь Манякин Элад Мастов |
| Евгений Грищенко — 16:18 (Е. Вырк) Евгений Вырк — 20:52 (Е. Грищенко) Евгений Вырк — 24:45 Дмитрий Брой — 37:02 (Е. Грищенко) | 1:0 2:0 2:1 3:1 3:2 4:2 4:3 | 21:59 — Валерий Малежич (С. Спорнов) 30:59 — Игаль Уревич (С. Клайнерман) 49:52 — Сергей Спорнов (В. Малежич) |                              | Судьи: Игорь Манякин Элад Мастов |
| |                             | |                              | Судьи: Игорь Манякин Элад Мастов |
| |                             | |                              | Судьи: Игорь Манякин Элад Мастов |
| |                             | |                              | Судьи: Игорь Манякин Элад Мастов |
| 4 мин | Штраф                       | 8 мин |                              | Судьи: Игорь Манякин Элад Мастов |
| |                             | |                              |                                  |
| |                             | |                              |                                  |

### Видео
| Видео                                | Видео                              |
| ------------------------------------ | ---------------------------------- |
| Легион Ришон — Найтс (Мастерс) 8 : 3 | Хаммерс — Лайтнинг (Мастерс) 9 : 1 |
| Легион Ришон — Хаммерс 4 : 3         |                                    |